# Harreshausen

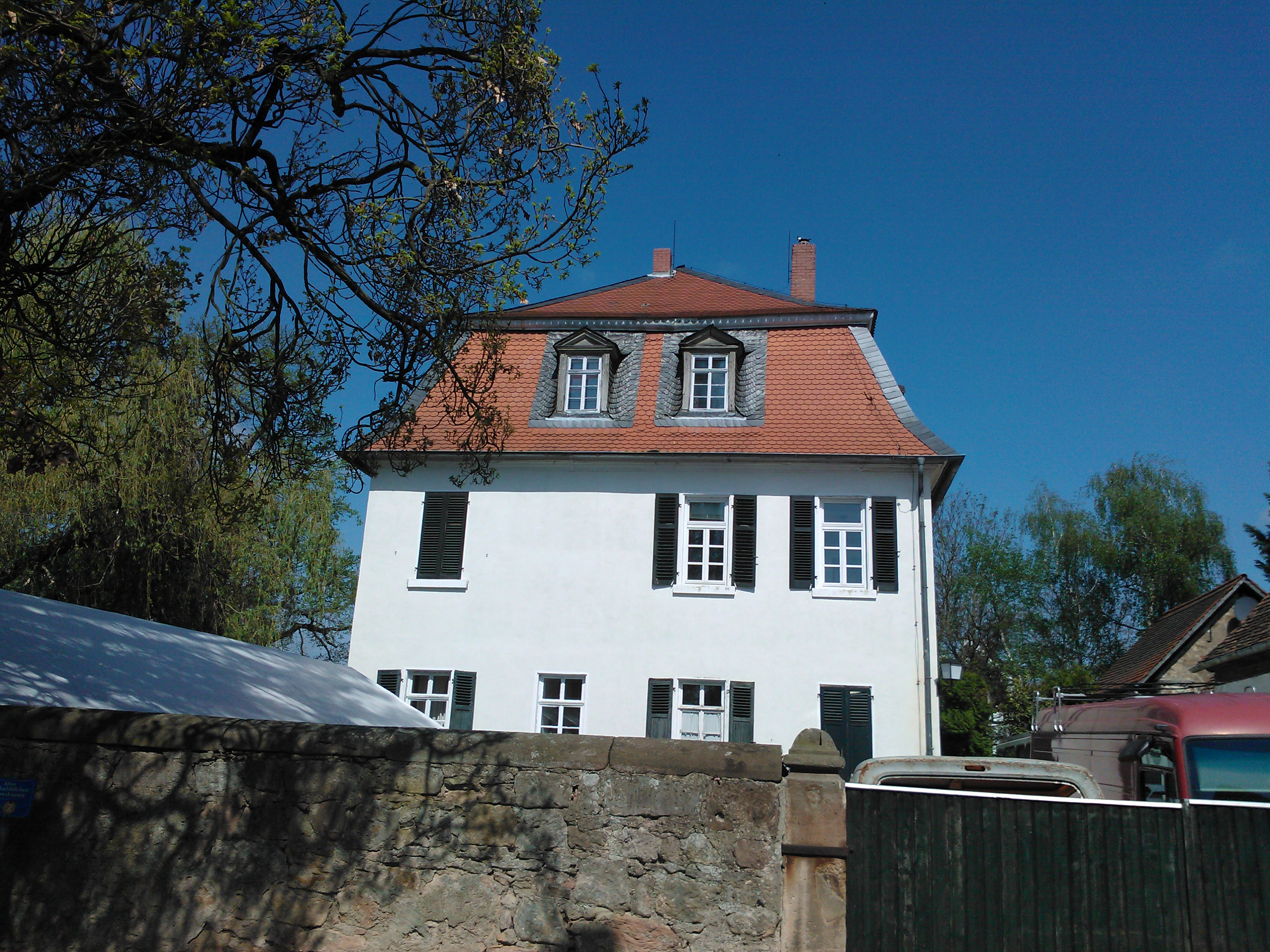
Südliche Seitenansicht des ehemaligen Jagdschlösschens

Harreshausen ist der viertgrößte der fünf Stadtteile von Babenhausen im südhessischen Landkreis Darmstadt-Dieburg.

## Geographie
Der Ort liegt in der Region Starkenburg, 8 km südlich von Seligenstadt, an den ersten Ausläufern des nördlichen Odenwaldes auf einer Höhe von 121 m ü. NHN an der Gersprenz. Der Stadtteil Harreshausen besteht aus der Gemarkung Harreshausen. Innerhalb der Gemarkung liegen die folgenden aktuellen bzw. historischen Siedlungsplätze:
- Gewerbesiedlung Am Hasselsee[4]
- Wüstung Hildenhausen[5]

Südlich des Ortes befinden sich 3 große Baggerseen, darunter der Hasselsee.

## Geschichte

### Mittelalter
Das Dorf wurde soweit bekannt im 13. Jahrhundert erstmals urkundlich erwähnt. In historischen Dokumenten ist der Ort unter folgenden Ortsnamen belegt (in Klammern das Jahr der Erwähnung): Hardirshusen (13. Jahrhundert); Hareshusen (1320); Hardershusen (1344): Hardershusen (1383); Hardenshusen (1435); Herdershusen (1448); Harderßhusen (1469).
Es bestehen zwei Möglichkeiten, wie es an die Herren und Grafen von Hanau gelangte:
1. 1318 wurde der Zehnte von Harreshausen mit Zustimmung des Landesherrn Gottfried von Eppstein auf 20 Jahre weiter verpachtet. 1320 schenken zwei Witwen das Dörfchen „Hareshusen“ nebst Zubehör dem Kloster Fulda. Als Konrad IV. von Hanau sich 1373 für seine Wahl zum Fürstabt des Klosters hoch verschulden musste, hatte das gleich nach seinem Regierungsantritt in Fulda die Konsequenz, dass er versuchte, die eingegangenen Schulden aus dem Reichsstift Fulda zu refinanzieren. Schon 1374 verpfändet er deshalb die Burg Otzberg, die Stadt Hering und das Amt Umstadt für 23.875 Gulden an seinen Neffen, Ulrich IV. von Hanau. In diesem Zusammenhang könnte auch Harreshausen an Hanau gekommen sein. 1383 fiel der Zehnte von Harreshausen an das Schloss Babenhausen. Es gehörte also zu Hanau.
2. Die Alternative besteht darin, dass Adelheid von Münzenberg, Tochter Ulrichs I. von Münzenberg, als sie noch vor 1245 (das genaue Jahr ist nicht überliefert) Reinhard I. von Hanau heiratete, unter anderem auch Harreshausen als Heiratsgut in die Ehe einbrachte. Das macht es aber schwierig, die oben genannten eppsteinischen und fuldischen Rechte zu erklären.

Seitdem Harreshausen zur Herrschaft Hanau, später zur Grafschaft Hanau und nach der Landesteilung von 1456 zur Grafschaft Hanau-Lichtenberg gehörte, war es Bestandteil des Amtes Babenhausen. Das Dorf hatte 1447 ein eigenes Landsiedelgericht. Grundbesitz im Ort hatten auch die von Wasen und von Düdelsheim.

### Neuzeit
Nach dem Tod des letzten Hanauer Grafen, Johann Reinhard III., 1736, erbte Landgraf Friedrich I. von Hessen-Kassel aufgrund eines Erbvertrages aus dem Jahr 1643 die Grafschaft Hanau-Münzenberg. Aufgrund der Intestaterbfolge fiel die Grafschaft Hanau-Lichtenberg jedoch an den Sohn der einzigen Tochter von Johann Reinhard III., Landgraf Ludwig IX. von Hessen-Darmstadt. Umstritten zwischen den beiden Erben war die Zugehörigkeit des Amtes Babenhausen und seiner Dörfer zu Hanau-Münzenberg oder zu Hanau-Lichtenberg. Es kam fast zu einer kriegerischen Auseinandersetzung, als Hessen-Kassel mit schon sorgsam in Hanau stationiertem Militär den größten Teil des Amtes Babenhausen besetzte, so auch Harreshausen. Die Auseinandersetzung konnte erst nach einem langjährigen Rechtsstreit vor den höchsten Reichsgerichten 1771 mit einem Vergleich beendet werden, dem so genannten Partifikationsrezess. Harreshausen wurde darin endgültig Hessen-Kassel zugesprochen.
Schon in den Jahren 1722–23 ließ Graf Johann Reinhard III. von Hanau das Alte Jagdschlösschen Harreshausen errichten. Das sich auf dem Gelände befindende Jagdzeughaus wurde schon 1779 wieder abgebaut und war der Grundstock des Zeughauses Hanau. Im Jahr 1807 kam das Amt Babenhausen infolge der Napoleonischen Kriege unter französische Verwaltung, durch einen Staatsvertrag mit Frankreich 1810 aber an das Großherzogtum Hessen.
Bis 1821 nahm das Amt Babenhausen weiter Verwaltung und Rechtsprechung in Harreshausen wahr. Mit der Verwaltungsreform im Großherzogtum Hessen in diesem Jahr wurden auch hier auf unterer Ebene Rechtsprechung und Verwaltung getrennt.
Für die Verwaltung wurden Landratsbezirke geschaffen. So gehörte Harreshausen 1821 bis 1832 zum Landratsbezirk Seligenstadt, 1832 bis 1848 zum Kreis Offenbach, 1848 bis 1852 zum Regierungsbezirk Dieburg und 1852 bis 1938 zum Kreis Dieburg, der 1939 in Landkreis Dieburg umbezeichnet wurde. Ab 1977 gehörte Harreshausen zum Landkreis Darmstadt-Dieburg, in den der Landkreis Dieburg im Zuge der Gebietsreform in Hessen aufging.
Bei der Reform von 1821 wurde die erstinstanzliche Rechtsprechung Landgerichten übertragen. Das Landgericht Steinheim übernahm für Harreshausen die Aufgaben der Rechtsprechung. Der Sitz des Gerichts wurde zum 1. Juli 1835 nach Seligenstadt verlegt und die Bezeichnung in „Landgericht Seligenstadt“ geändert. Mit dem Gerichtsverfassungsgesetz von 1877 wurden Organisation und Bezeichnungen der Gerichte reichsweit vereinheitlicht. Zum 1. Oktober 1879 hob das Großherzogtum Hessen deshalb die Landgerichte auf. Funktional ersetzt wurden sie durch Amtsgerichte. So ersetzte das Amtsgericht Seligenstadt das Landgericht Seligenstadt.
Die Statistisch-topographisch-historische Beschreibung des Großherzogthums Hessen berichtet 1829 über Harreshausen:

„Harreshausen (L. Bez. Seligenstadt) luth. Pfarrdorf; liegt an der Gersprenz, 1 3⁄4 St. von Seligenstadt und 3 3⁄4 St. von Steinheim, und hat 79 Häuser und 380 Einw., die bis auf 7 Kath. lutherisch sind. Merkwürdig ist die sogenannte schöne Eiche, vom Wuchse einer italienischen Pappel. In der Nähe lag der Ort Hiltenhausen der 1532 noch existirte. – Dieses Dorf, dessen Namen wohl aus Harro entstanden seyn dürfte, gehörte den Münzenbergern, und wurde wahrscheinlich zwischen 1258–1278 an Hanau abgetreten. Nach dem Ausgang der Hanau–Lichtenbergischen Linie, 1736, nahm sowohl Hessen–Darmstadt als Hessen–Cassel das Amt Babenhausen, von welchem Harreshausen ein Zugehör war, in Anspruch. Dieses Amt wurde aber durch die Vergleiche von 1762 und 1771 zwischen diesen beiden Häusern geheilt, wobei Harreshausen an Hessen–Cassel kam. Im Jahr 1807 nahm Frankreich den Casselschen Antheil vom Amt Babenhausen in Beschlag, und verleibte denselben dem 1810 neuerrichteten Großherzogthum Frankfurt ein. Der neue Besitzer trat aber noch in demselben Jahre dieses Dorf mit andern an das Großherzogthum Hessen ab.“

Hessische Gebietsreform (1970–1977)
Zum 31. Dezember 1971 wurde die bis dahin selbstständige Gemeinde Harreshausen im Zuge der Gebietsreform in Hessen auf freiwilliger Basis nach Babenhausen eingemeindet und ist seither ein Stadtteil Babenhausens. Für Harreshausen wurde, wie für die Kernstadt Babenhausen und die übrigen Stadtteile, ein Ortsbezirk eingerichtet.

### Verwaltungsgeschichte im Überblick
Die folgende Liste zeigt die Staaten und Verwaltungseinheiten, denen Harreshausen angehört(e):
- vor 1458: Heiliges Römisches Reich, Grafschaft Hanau, Amt Babenhausen
- ab 1458: Heiliges Römisches Reich, Grafschaft Hanau-Lichtenberg, Amt Babenhausen
- ab 1691: Heiliges Römisches Reich, Grafschaft Hanau-Münzenberg, Amt Babenhausen
- 1736–1773: Strittig zwischen Landgrafschaft Hessen-Darmstadt und Landgrafschaft Hessen-Kassel
- ab 1773: Heiliges Römisches Reich, Landgrafschaft Hessen-Kassel (durch Vergleich mit Landgrafschaft Hessen-Darmstadt), Amt Babenhausen
- ab 1803: Heiliges Römisches Reich, Landgrafschaft Hessen-Kassel, Fürstentum Hanau, Amt Babenhausen[Anm. 2]
- ab 1806: Kaiserreich Frankreich,[Anm. 3] Fürstentum Hanau, Amt Babenhausen (Militärverwaltung)
- ab 1810: Großherzogtum Hessen(-Darmstadt),[Anm. 4] Fürstentum Starkenburg, Amt Babenhausen
- ab 1815: Großherzogtum Hessen[Anm. 5], Provinz Starkenburg, Amt Babenhausen
- ab 1821: Großherzogtum Hessen, Provinz Starkenburg, Landratsbezirk Seligenstadt[Anm. 6]
- ab 1832: Großherzogtum Hessen, Provinz Starkenburg, Kreis Offenbach
- ab 1848: Großherzogtum Hessen, Regierungsbezirk Dieburg
- ab 1852: Großherzogtum Hessen, Provinz Starkenburg, Kreis Dieburg
- ab 1871: Deutsches Reich, Großherzogtum Hessen, Provinz Starkenburg, Kreis Dieburg
- ab 1918: Deutsches Reich (Weimarer Republik), Volksstaat Hessen, Provinz Starkenburg, Kreis Dieburg
- ab 1938: Deutsches Reich, Volksstaat Hessen, Landkreis Dieburg[15][Anm. 7]
- ab 1945: Deutsches Reich, Amerikanische Besatzungszone,[Anm. 8] Groß-Hessen, Regierungsbezirk Darmstadt, Landkreis Dieburg
- ab 1946: Deutsches Reich, Amerikanische Besatzungszone, Hessen, Regierungsbezirk Darmstadt, Landkreis Dieburg
- ab 1949: Bundesrepublik Deutschland, Hessen, Regierungsbezirk Darmstadt, Landkreis Dieburg
- ab 1972: Bundesrepublik Deutschland, Hessen, Regierungsbezirk Darmstadt, Landkreis Dieburg, Stadt Babenhausen[Anm. 9]
- ab 1977: Bundesrepublik Deutschland, Hessen, Regierungsbezirk Darmstadt, Landkreis Darmstadt-Dieburg, Stadt Babenhausen

## Bevölkerung

### Einwohnerstruktur 2011
Nach den Erhebungen des Zensus 2011 lebten am Stichtag dem 9. Mai 2011 in Harreshausen 1074 Einwohner. Darunter waren 84 (7,8 %) Ausländer. Nach dem Lebensalter waren 153 Einwohner unter 18 Jahren, 425 waren zwischen 18 und 49, 195 zwischen 50 und 64 und 288 Einwohner waren älter. Die Einwohner lebten in 411 Haushalten. Davon waren 123 Singlehaushalte, 120 Paare ohne Kinder und 123 Paare mit Kindern, sowie 36 Alleinerziehende und 6 Wohngemeinschaften.

### Einwohnerentwicklung
| • 1829: | 380 Einwohner, 79 Häuser |
| • 1867: | 443 Einwohner, 86 Häuser |

| Harreshausen: Einwohnerzahlen von 1829 bis 2019 | Harreshausen: Einwohnerzahlen von 1829 bis 2019 | Harreshausen: Einwohnerzahlen von 1829 bis 2019 | Harreshausen: Einwohnerzahlen von 1829 bis 2019 | Harreshausen: Einwohnerzahlen von 1829 bis 2019 |
| --- | ----------------------------------------------- | ----------------------------------------------- | ----------------------------------------------- | ----------------------------------------------- |
| Jahr |                                                 |                                                 |                                                 | Einwohner                                       |
| 1829 | 1829                                            |                                                 | 380                                             | 380                                             |
| 1834 | 1834                                            |                                                 | 393                                             | 393                                             |
| 1840 | 1840                                            |                                                 | 427                                             | 427                                             |
| 1846 | 1846                                            |                                                 | 459                                             | 459                                             |
| 1852 | 1852                                            |                                                 | 477                                             | 477                                             |
| 1858 | 1858                                            |                                                 | 468                                             | 468                                             |
| 1864 | 1864                                            |                                                 | 447                                             | 447                                             |
| 1871 | 1871                                            |                                                 | 433                                             | 433                                             |
| 1875 | 1875                                            |                                                 | 425                                             | 425                                             |
| 1885 | 1885                                            |                                                 | 429                                             | 429                                             |
| 1895 | 1895                                            |                                                 | 397                                             | 397                                             |
| 1905 | 1905                                            |                                                 | 364                                             | 364                                             |
| 1910 | 1910                                            |                                                 | 384                                             | 384                                             |
| 1925 | 1925                                            |                                                 | 391                                             | 391                                             |
| 1939 | 1939                                            |                                                 | 364                                             | 364                                             |
| 1946 | 1946                                            |                                                 | 621                                             | 621                                             |
| 1950 | 1950                                            |                                                 | 616                                             | 616                                             |
| 1956 | 1956                                            |                                                 | 591                                             | 591                                             |
| 1961 | 1961                                            |                                                 | 599                                             | 599                                             |
| 1967 | 1967                                            |                                                 | 775                                             | 775                                             |
| 1970 | 1970                                            |                                                 | 846                                             | 846                                             |
| 1980 | 1980                                            |                                                 | ?                                               | ?                                               |
| 1990 | 1990                                            |                                                 | ?                                               | ?                                               |
| 2000 | 2000                                            |                                                 | ?                                               | ?                                               |
| 2011 | 2011                                            |                                                 | 1.074                                           | 1.074                                           |
| 2014 | 2014                                            |                                                 | 991                                             | 991                                             |
| 2019 | 2019                                            |                                                 | 1.101                                           | 1.101                                           |
| Datenquelle: Historisches Gemeindeverzeichnis für Hessen: Die Bevölkerung der Gemeinden 1834 bis 1967. Wiesbaden: Hessisches Statistisches Landesamt, 1968. Weitere Quellen: LAGIS; Stadt Babenhausen; Zensus 2011 |                                                 |                                                 |                                                 |                                                 |

## Religion
Die Kirche von Harreshausen war eine Filialkirche von Altdorf. Kirchliche Mittelbehörde war das Archidiakonat St. Peter und Alexander in Aschaffenburg, Landkapitel Montat. Mit der Reformation in der Grafschaft Hanau-Lichtenberg wurde der Ort lutherisch.
Konfessionsstatistik
| • 1829: | 373 lutheranische (= 98,16 %) und 7 katholische (= 1,84 %) Einwohner |
| • 1961: | 474 evangelische (= 79,13 %), 121 katholische (= 20,20 %) Einwohner  |

## Politik
Für Harreshausen besteht ein Ortsbezirk (Gebiete der ehemaligen Gemeinde Harreshausen) mit Ortsbeirat und Ortsvorsteher nach der Hessischen Gemeindeordnung. Der Ortsbeirat besteht aus fünf Mitgliedern. Bei den Kommunalwahlen in Hessen 2021 betrug die Wahlbeteiligung zum Ortsbeirat 46,62 %. Dabei wurden gewählt: ein Mitglied der SPD, drei Mitglieder der CDU und ein Mitglied des Bündnis 90/Die Grünen. Der Ortsbeirat wählte Heidrun Koch-Vollbracht (CDU) zur Ortsvorsteherin.

## Wissenswert

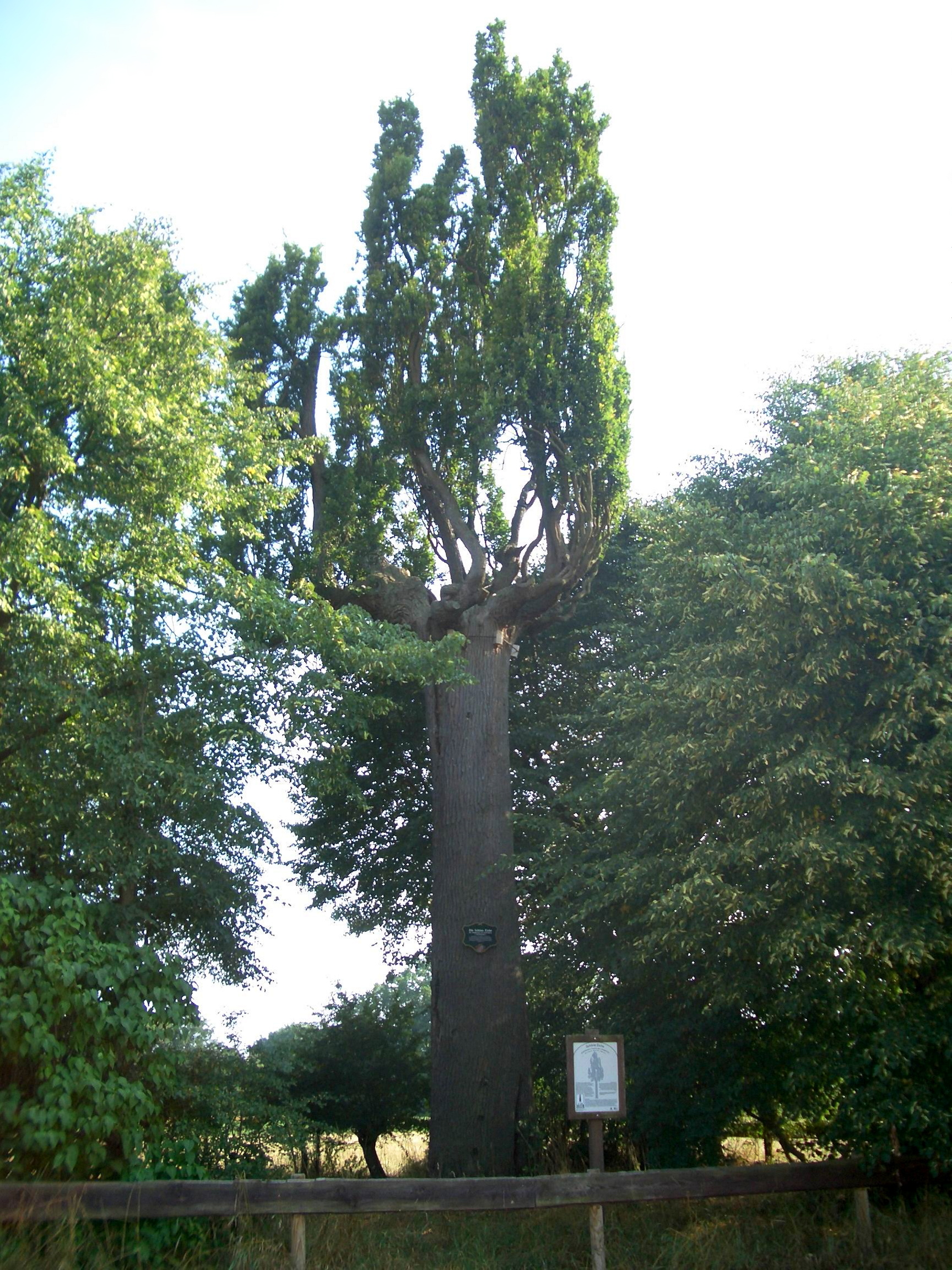
Die schöne Eiche

Am Ortsausgang befanden sich seit 1680 drei Mühlen unmittelbar nebeneinander, zwei auf der rechten, eine auf der linken Seite der Gersprenz.
Sehenswert ist die sogenannte Schöne Eiche, die sich etwas außerhalb des Orts befindet. Nördlich davon befand sich das wüst gegangene Dorf Hildenhausen (1328 bis etwa vor 1447 urkundlich nachweisbar).